# ТЕС Дойчешть
ТЕС Дойчешть – колишня теплова електростанція в Румунії у повіті Димбовіца.
З 1952 по 1954 роки на майданчику станції стали до ладу 6 парових турбін потужністю по 20 МВт. 
У 1979-му та 1982-му тут запустили два значно потужніше блоки з показниками по 200 МВт (втім, на сайті виробника турбогенераторного обладнання для них – чеської компанії Skoda – потужність введеного в 1979-му об‘єкта визначається у 220 МВт). Це дозволило вивести з експлуатації старі блоки малої потужності, втім, від них залишили два парові котли, котрі забезпечували старт нових блоків.
Станом на середину 2000-х в роботі залишався лише один блок, який зупинили в 2009-му через економічні та екологічні причини.
Станція споруджувалась з розрахунку на використання місцевого ресурсу бурого вугілля. У першій половині 2000-х провели модернізацію, котра дозволила залучити до спалювання природний газ. Останній отримували через перемичку від газотранспортного коридору Трансильванія – Бухарест, яка вела до міста Тирговіште. 
Видалення продуктів згоряння блоків другої черги забезпечили за допомогою димаря висотою 208 метрів,
Для охолодження використовували воду із річки Яломніца.
Видача продукції відбувалась по ЛЕП, розрахованій на роботу під напругою 220 кВ.